# James Abourezk
James George Abourezk (Wood, Dakota del Sur, 24 de febrero de 1931-Sioux Falls, Dakota del Sur, 24 de febrero de 2023) fue un abogado y político estadounidense de Dakota del Sur. Miembro del Partido Demócrata, Abourezk se desempeñó como senador y representante de los Estados Unidos durante un mandato cada uno, y fue el primer árabe estadounidense en servir en el Senado de los Estados Unidos. También fue el fundador del Comité Antidiscriminación Árabe-Estadounidense.
Fue el primer cristiano ortodoxo griego de ascendencia libanesa-antioqueña en servir en el Senado de los Estados Unidos. En general, se lo consideraba crítico con la política exterior de Estados Unidos en el área de Medio Oriente y África del Norte (MENA), particularmente con respecto a Palestina e Israel.
Abourezk representó a Dakota del Sur en el Senado de los Estados Unidos desde 1973 hasta 1979. Fue el autor de la Ley de Bienestar del Niño Indígena, aprobada por el Congreso en 1978 para tratar de preservar las familias nativas americanas y la cultura tribal, organizando la ubicación de los niños americanos de la naturaleza en hogares de sus culturas, así como para reunirlos con familias. Dio preferencia a los tribunales tribales con custodia de niños nativos americanos domiciliados en reservas y jurisdicción concurrente pero presunta en casos de niños fuera de la reserva.

## Primeros años y educación
James George Abourezk nació en Wood, Dakota del Sur, hijo de Lena (de soltera Mickel), ama de casa, y Charles Abourezk, propietario de dos tiendas generales. Sus padres eran inmigrantes libaneses y él era uno de cinco hijos. Al crecer en la reserva india Rosebud, solo hablaba árabe en casa y no aprendió inglés hasta que fue a la escuela primaria. A la edad de 16 años, fue expulsado de la escuela por gastarle una broma a un maestro y se fue de casa para vivir con su hermano Tom. Completó la escuela secundaria en 1948.
Entre 1948 y 1952, Abourezk sirvió en la Armada de los Estados Unidos antes y durante la guerra de Corea. Después de 12 semanas de campo de entrenamiento, se inscribió en la Escuela de Mates de Electricistas, después de lo cual fue enviado a apoyar a los barcos de la Marina estacionados en Japón.
Después del servicio militar, Abourezk trabajó como ganadero, crupier de blackjack y como instructor de judo. Obtuvo una licenciatura en ingeniería civil de la Escuela de Minas de Dakota del Sur en Rapid City en 1961, y trabajó como ingeniero civil en California, antes de regresar a Dakota del Sur para trabajar en los silos de misiles Minutemen. A la edad de 32 años, decidió estudiar derecho y obtuvo un título de JD de la Facultad de Derecho de la Universidad de Dakota del Sur en Vermillion en 1966.

## Carrera política
Abourezk comenzó una práctica legal en Rapid City, Dakota del Sur, y se unió al Partido Demócrata. Se postuló en 1968 para Fiscal General de Dakota del Sur, pero fue derrotado por Gordon Mydland. En 1970, fue elegido miembro de la Cámara de Representantes de los Estados Unidos y sirvió desde 1971 hasta 1973, en el segundo distrito del Congreso del estado, que fue eliminado en 1983.
En 1972, Abourezk fue elegido para el Senado de los Estados Unidos, donde sirvió de 1973 a 1979, después de lo cual decidió no buscar un segundo mandato. Mientras estuvo en el Senado, presidió el Subcomité de Asuntos Indígenas. En 1974, la revista TIME nombró a Abourezk como uno de los "doscientos rostros del futuro".
Sus éxitos legislativos en el Senado incluyeron la Ley de Asistencia Educativa y de Autodeterminación Indígena, así como la Ley de Libertad Religiosa de los Indios Estadounidenses. La Ley de Bienestar Infantil Indígena, una ley aprobada en 1978 que otorga a los gobiernos tribales jurisdicción ejecutiva sobre la adopción y custodia de los niños nativos americanos en las reservas, a menudo se considera uno de sus logros culminantes como legislador.
Como senador, Abourezk criticó a la Oficina de Seguridad Pública (OPS), una agencia estadounidense vinculada a la USAID y la CIA, que brindaba capacitación a las fuerzas policiales extranjeras. Los oficiales que entrenaron fueron utilizados para reprimir a civiles en varios países de América Central y del Sur durante un período de gobiernos militares, guerras sucias y trastornos sociales.
En 1973, Abourezk y George McGovern intentaron poner fin a la ocupación de Wounded Knee negociando con los líderes del Movimiento Indio Americano, que se encontraban en un enfrentamiento con las fuerzas del orden público federales durante una protesta contra el trato del gobierno federal a las tribus nativas americanas.
Abourezk fue uno de los primeros partidarios de una iniciativa nacional. Con el también senador Mark O. Hatfield (R-OR), presentó una enmienda para apoyar una democracia más directa. Sin embargo, esta iniciativa fracasó.
En 1977, los senadores Abourezk y McGovern fueron a Cuba con un grupo de jugadores de baloncesto de la Universidad de Dakota del Sur y del estado de Dakota del Sur que jugaron contra el equipo nacional masculino de baloncesto de Cuba.
En 1978, Abourezk decidió no presentarse a la reelección. Le sucedió en el cargo el republicano Larry Pressler, con quien tuvo una larga enemistad política.

### Abogacía

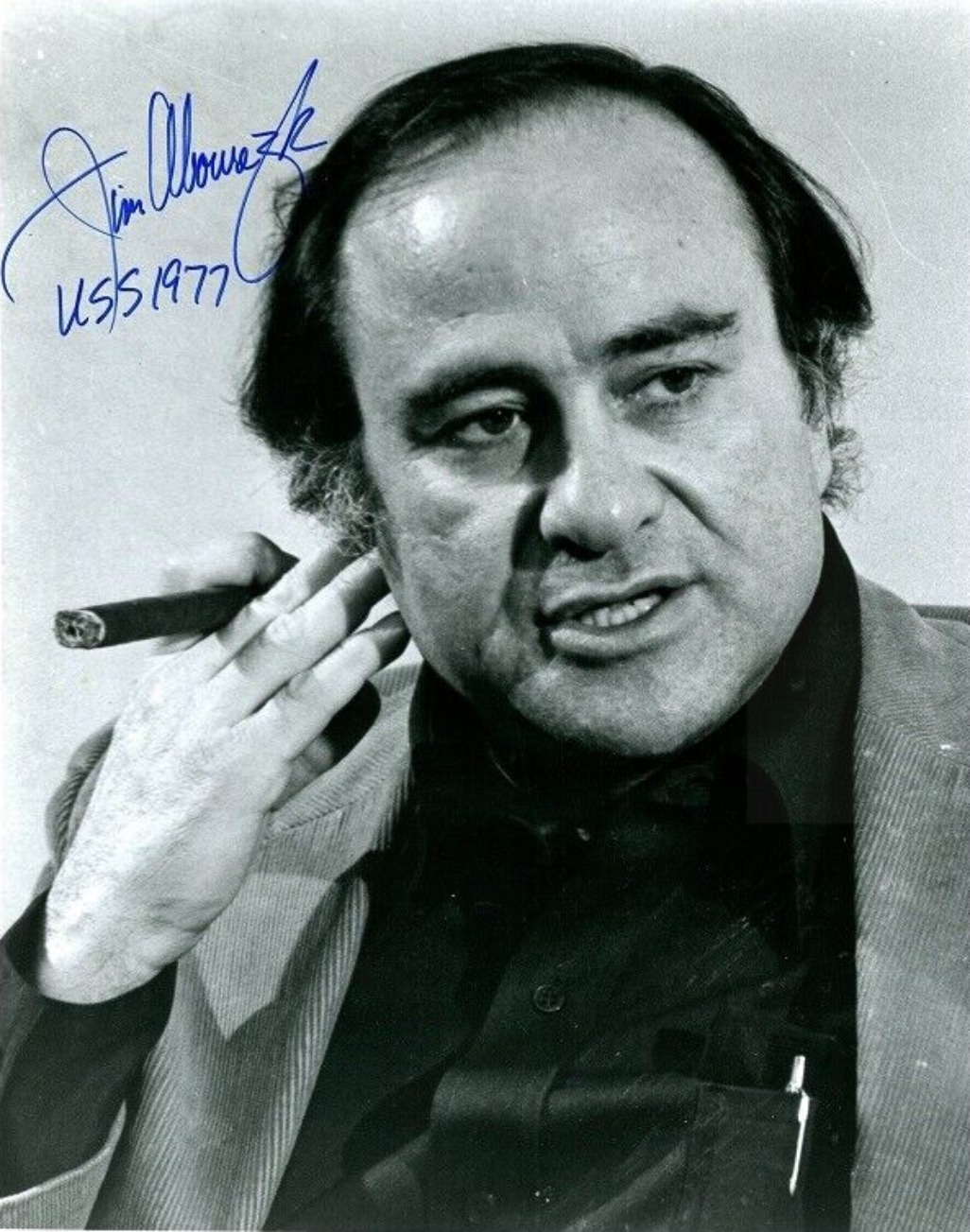
Abourezk en 1977.

En 2003, Abourezk demandó al sitio web ProBush.com por difamación.
En 2007, Abourezk concedió una entrevista al canal de noticias Al-Manar TV, financiado por Hezbolá. En esta entrevista, Abourezk dijo que creía que los sionistas utilizaron a los terroristas que perpetraron los ataques terroristas del 11 de septiembre como una forma de sembrar la islamofobia, que los sionistas controlan el Congreso de los Estados Unidos y que Hezbolá y Hamás son combatientes de la resistencia.
Después de su retiro del Senado, Abourezk trabajó como abogado y escritor en Sioux Falls, Dakota del Sur. Continuó siendo activo en el apoyo a la soberanía y la cultura tribales. En julio de 2015 se pronunció en contra de una demanda presentada contra la ICWA por el Instituto Goldwater; fue una de las tres demandas que buscaban anular el acto. Algunos estados y grupos de adopción, que ganan dinero con las adopciones, se han opuesto a cualquier prohibición sobre la colocación de niños nativos americanos. Abourezk consideró que esta es su legislación emblemática y las nuevas reglas son fundamentales para proteger a los niños nativos americanos y preservar las familias tribales. Señaló que el difunto senador Barry Goldwater, su amigo y colega, había votado a favor de la legislación en 1977 y lo había consultado a menudo en asuntos tribales.
El escritor del Huffington Post James Zogby en 2014, elogió a Abourezk como un "exsenador audaz y valiente" por protestar ante el FBI después de la operación ABSCAM.

## Vida personal y muerte
En 1952, Abourezk se casó con su primera esposa, Mary Ann Houlton. Tuvieron tres hijos.
Abourezk vivió en Dakota del Sur la mayor parte de su vida. Murió en Sioux Falls el 24 de febrero de 2023, el día de su cumpleaños noventa y dos.